# الوكالة الأوروبية لمراقبة مصايد الأسماك
الوكالة الأوروبية لمراقبة مصايد الأسماك (بالإنجليزية: European Fisheries Control Agency) المعروفة اختصاراً بـ EFCA هي وكالة تابعة للاتحاد الأوروبي تنسق الأنشطة التشغيلية الوطنية في مجال مصايد الأسماك، وتساعد الدول الأعضاء في تطبيقها للسياسة المشتركة لمصايد الأسماك الأوروبية. يقع مقر الوكالة في فيغو بإسبانيا .

## الأنشطة

### عمليات الاتحاد الأوروبي
تنسق الوكالة الأنشطة على الأرض وفي المجتمعات المحلية والمياه الدولية، حسب الاقتضاء. يتم ذلك من خلال خطط النشر المشتركة، وهي الوسيلة التي ينظم من خلالها جهاز الرقابة على البيئة نشر الوسائل الوطنية البشرية والمادية للرقابة والتفتيش التي تجمعها الدول الأعضاء. يتم تنسيق نشر الوسائل الوطنية المجمعة من قبل الوكالة وذلك عبر مراكز التنسيق المسؤولة في دولة العضو أو المنسقين الوطنيين الموجودين في مقر الوكالة.
في حين أن الدول الأعضاء مسؤولة عن تطبيق القواعد على أراضيها، وفي المياه الخاضعة لسيادتها وولايتها القضائية وعلى سفن الصيد التي ترفع علمها أينما كان يتم تنفيذ نشاطها، فإن الوكالة مصممة لتعمل كميسر يعزز التعاون ويضمن أن التشريع يتم تنفيذه بطريقة منهجية وموحدة وفعالة.

### العمليات الدولية
تدعم الوكالة الأوروبية لمراقبة مصايد الأسماك الاتحاد الأوروبي في البعد الدولي للسياسة المشتركة لمصايد الأسماك الأوروبية ومكافحة الأنشطة غير القانونية وغير المنظمة وغير المعلن عنها. تساعد الوكالة الاتحاد في التعاون مع البلدان الأخرى والمنظمات الدولية التي تتعامل مع مصايد الأسماك، بما في ذلك المنظمات الإقليمية لإدارة مصايد الأسماك، لتعزيز التنسيق التشغيلي والامتثال.
يتم التفاوض على اتفاقيات مصايد الأسماك المستدامة مع دول خارج الاتحاد الأوروبي وإبرامها من قبل المفوضية نيابة عن الاتحاد الأوروبي. تقدم الوكالة الأوروبية لمراقبة مصايد الأسماك بناءً على طلب المفوضية الدعم في عملية بناء القدرات في مجال مراقبة مصايد الأسماك والتفتيش عليها وذلك في الدول التي أبرم معها الاتحاد الأوروبي اتفاقية شراكة مصايد الأسماك المستدامة.
وفقًا لتفويضها، تساعد الوكالة الأوروبية لمراقبة مصايد الأسماك الدول الأعضاء على الوفاء بالتزاماتها من خلال تنظيم ورش عمل وندوات للإدارات الوطنية بشأن تنفيذ لائحة مراقبة الصيد غير المشروع وغير المبلغ عنه. كما تدعم الوكالة المفوضية الأوروبية كما هو مطلوب في بعثات التقييم إلى دول أخرى في إطار لائحة الصيد غير القانوني .
خلال عام 2016، وصل تنسيق خطط الانتشار المشتركة الجارية والخطط التشغيلية الأخرى لدعم الدول الأعضاء، بما في ذلك البعد الدولي، إلى ما يقرب من 19,500 عملية تفتيش (من 17,000 في عام 2015) حددت 665 انتهاكًا مشتبهًا.